# Albert Hammond
Albert Louis Hammond (Londres, 18 de mayo de 1944) es un cantante, compositor y productor discográfico británico. Compositor prolífico, ha colaborado con otros compositores como Mike Hazlewood, John Bettis, Diane Warren, Holly Knight y Carole Bayer Sager. Su hijo, Albert Hammond Jr., es el guitarrista principal de la banda estadounidense de rock The Strokes.
Ha compuesto canciones de éxito para artistas como Céline Dion, Joe Dolan, Aretha Franklin, Whitney Houston, Diana Ross, Leo Sayer, Tina Turner, Glen Campbell, Julio Iglesias, José Luis Rodríguez¨El Puma¨, Myriam Hernández,  Willie Nelson, Lynn Anderson y Bonnie Tyler, así como para los grupos  Ace of Base, Air Supply, Blue Mink, Chicago, Heart, Living in a Box, The Carpenters, The Hollies, The Pipkins, Starship y Westlife. Son canciones destacables ⁷coescritas por Hammond Make Me an Island y You're Such a Good Looking Woman de Joe Dolan, Nothing's Gonna Stop Us Now de Starship, One Moment in Time cantada por Whitney Houston, «The Air That I Breathe», un éxito para The Hollies, «To All the Girls I've Loved Before», un dueto entre Julio Iglesias y Willie Nelson y «When I Need You» de Leo Sayer. En 2015 recibió el premio Ivor Novello de la Academia Británica por su sobresaliente colección de canciones.
Cantante solista por derecho propio, su mayor éxito (Top 20 en Billboard) fue «It Never Rains in Southern California», que alcanzó el número 5 en las listas estadounidenses en 1972. Otras canciones suyas incluyen «Down by the River», «The Free Electric Band», «I'm a Train» y «When I'm Gone». Durante un tiempo formó parte del grupo vocal Los Epsteins, con el que tuvo el éxito «A Way of Life». También ha trabajado como productor para varios artistas.

## Biografía y carrera
Como cantante, compositor y productor musical, Hammond es uno de los compositores británicos más exitosos de los años 60 y 70, y ha vivido una larga y exitosa carrera como intérprete debido a su popular producción en tres continentes, en dos idiomas y durante cuatro décadas. Sus primeras actuaciones en Madrid tuvieron lugar en las Matinales del Price en los años 1962 y 1963 formando parte del grupo The Diamond Boys. Junto a él también nacieron como figuras musicales Miguel Ríos, Los Relámpagos y otros muchos que lograron una estabilidad profesional.

### Nacimiento y primeros éxitos
Hammond nació en Londres (Inglaterra) donde su familia había sido trasladada desde Gibraltar durante la Segunda Guerra Mundial. Poco después de la guerra, su familia regresó a Gibraltar, donde creció. En 1960 se inició en el campo de la música con la banda gibraltareña The Diamond Boys, que no tuvo un éxito comercial real pero que jugó un papel importante en su introducción a la música popular española. Los Diamond Boys realizaron algunas presentaciones en los primeros clubes nocturnos en Madrid, donde convivieron bandas modernas junto a pioneros del rock and roll español, tales como Miguel Ríos. En 1966 Hammond fue cofundador del grupo vocal británico The Family Dog, cuya canción «A way of Life» alcanzó el número 6 de las listas del Reino Unido en 1969.
Hammond también escribió algunas canciones para otros intérpretes, con su colaborador frecuente, Mike Hazlewood. Estas incluyeron: «Little Arrows» para Leapy Lee, «Make me an Island» (1969), que Hammond regrabaría en 1979 en una versión en español, «You're Such a Good Looking Woman» (1970) para Joe Dolan, «Gimme Dat Ding» para los Pipkins en 1970, «Good Morning Freedom» para Blue Mink, «Freedom Come, Freedom Go» para The Fortunes en 1971 y «The Air That I Breathe» que fue todo un éxito para The Hollies en 1974. En 1971 Hammond cantó en el cuarto álbum de Michael Chapman, titulado Wrecked again, y trabajó brevemente con The Magic Lanterns en grabaciones suyas y de Mike Hazlewood.

### En los Estados Unidos
Más tarde, Hammond se trasladó a los Estados Unidos, donde continuó su carrera profesional como músico y donde se dio a conocer por sus éxitos de los setenta, producidos por Columbia a través de su subsidiaria Mums Records, tales como:
1. «It Never Rains in Southern California»
2. «The Free Electric Band»
3. «I Don't Wanna Die in an Air Disaster»
4. «I'm a Train»
5. «Down by the River»

El sencillo «It Never Rains in Southern California» alcanzó el número 5 en el Billboard Hot 100 de los Estados Unidos y vendió un millón de copias en todo el mundo, siendo el primero de una cadena de ocho sencillos que se convertirían en éxitos en los cinco años siguientes. El álbum incluía «Down By The River» y «If You Gotta Break Another Heart» -que fue grabado por Cass Elliot en una versión reescrita- y «The Air That I Breathe». Esta última fue la canción favorita de Hammond en dicho álbum, y más tarde llegaría a ser el más importante éxito internacional en manos de The Hollies. 
Entre tanto, el siguiente álbum de Hammond fue The Free Electric Band (título tomado de un musical que no alcanzó a ser producido). Su siguiente éxito, «I'm a train», vio la luz en una etapa frenética de la carrera de Hammond. Él produjo grabaciones con Johnny Cash («Praise the Lord and pass the soup»), colaboró con Richard Carpenter y John Bettis («I need to be in love"), escribió canciones con Art Garfunkel, y como supbroducto de este último proyecto, grabó un tercer álbum con el mismo título producido por Garfunkel y Roy Halee.
A mediados de los setenta, Hammond trabajó con el productor e ingeniero de sonido Phil Ramone y colaboró con el letrista Hal David, generando un sencillo número uno en las listas de popularidad de adultos contemporáneos con «99 Miles from L.A.». La discográfica, no obstante, se opuso al lanzamiento de este LP o de su sucesor, When I need you, el último en ser lanzado sólo cuando Leo Sayer generó un sencillo con su versión del título de la canción. «When I need you», coescrita por Hammond con Carole Bayer Sager, fue grabada por primera vez por Hammond en su álbum de 1976, con el mismo título. Producida por Richard Perry, la versión de Leo Sayer alcanzó el número 1 en las listas de popularidad del Reino Unido durante dos semanas en febrero de 1977, después de tres sencillos propios que se colocaron en el número 2. Considerado un éxito mundial, este alcanzó el número 1 en el Billboard Hot 100 durante una semana en mayo de 1977.

### En español
Hammond tuvo un tremendo éxito como compositor con sus grabaciones en español, bajo la marca de Epic Records y con la dirección del productor hispano-cubano Óscar Gómez. Juntos convirtieron el tema «Échame a mí la culpa», cuyo autor es el compositor mexicano José Angel Espinoza, Ferrusquilla, en número uno casi mundial. Tras ese éxito y con la producción y dirección del mismo Óscar Gómez, cosechó varios números uno de las listas españolas, con temas del propio Albert Hammond versionados al español por Óscar Gómez como «Eres toda una mujer» («Woman of the world»), «Cerca del río» («Down by the river»), «Necesito poder respirar» («The air that I breathe») y con clásicos de la música latina como «Espinita», lo que le permitió realizar importantes giras en España y algunas giras en varios países de América Latina. En 1977, fue invitado al XVIII Festival Internacional de la Canción de Viña del Mar en Chile. 
Fue durante esta época cuando conoció a Manuel Montoya, ejecutivo de CBS en México, que posteriormente se convertiría en su mánager personal en 1985, lo que condujo a la producción ganadora de los Premios Grammy de Lani Hall «Es fácil amar», así como productor y escritor de la canción con fines benéficos «Cantaré, cantarás», grabada por un elenco de estrellas latinas. 
Hammond también colaboró con Diane Warren en «Nothing's Gonna Stop Us Now» que se convirtió en un número 1 en 1987 con el grupo Starship, y «I don't wanna live without your love», un éxito para Chicago, que alcanzó el número 3 en las listas de popularidad de los Estados Unidos en 1988. Hammond escribió también «One moment in time», el tema musical interpretado por Whitney Houston en las olimpiadas de verano de 1988 celebradas en Seúl, Corea del Sur. Junto con Hal David, Hammond coescribió el éxito de 1984 «To all the girls I have loved before» para Julio Iglesias y Willie Nelson. También compuso «When you tell me that you love me», que Julio grabaría con Dolly Parton.
Hammond también escribió algunas canciones para Tina Turner, incluyendo «I Don't Wanna Lose You», «Be Tender With Me, Baby», «Way of the World» y «Love Thing». Tina también grabó la versión original de Hammond-Warren «Don't turn around", que sería un número 1 en Reino Unido en otra versión interpretada por Aswad en 1988, y nuevamente un éxito para Ace of Base cinco años después.
En México, Raúl Vale grabó «Eres toda una mujer» con el sonido de los años 1970, tema que marcó a una generación de románticos. Es también autor del tema «Entre mis recuerdos», incluido en el álbum Como la flor prometida de la cantante española Luz Casal.

### Últimos años
Hammond ha grabado varios álbumes tanto en inglés como en español, interpretando sus canciones en ambos idiomas. 
En 1999, fue nombrado oficial de la Orden del Imperio Británico por la reina Isabel II de Inglaterra. En 2005, Hammond produjo su primer álbum británico en varios años, titulado Revolution of the heart, con el sencillo «This side of midnight». 
Su hijo, Albert Hammond Jr., es un exitoso músico, quien actúa por su cuenta y es integrante y guitarrista de The Strokes.
Hammond fue inmortalizado en una canción de Half Man Half Biscuit en su canción de 1986 titulada «Albert Hammond Bootleg». El 19 de junio de 2008, Hammond fue incluido en el Salón de la Fama de los compositores.

## Otros créditos de composición
- «When You Tell Me That You Love Me».
- «It Isn't, It Wasn't, It Ain't Never Gonna Be».
- «Through the Storm», dueto con Aretha Franklin y Elton John.
- «Careless Heart», coescrito con Roy Orbison y Diane Warren.
- «Once in a Lifetime», coescrito con Antonia Armato y Dennis Morgan.
- «Just Walk Away».
- «Smokey Factory Blues», escrito por Hammond y Hazelwood, y grabado por Johnny Cash en su álbum John R. Cash. También grabado por Steppenwolf en el álbum Slow Flux.
- En enero de 2010, Hammond estuvo produciendo material con la cantante galesa Duffy para su segundo álbum.[1]

## Discografía
- 1972 It never rains in Southern California
- 1973 The Free Electric Band
- 1974 Albert Hammond
- 1975 Canta sus grandes éxitos en español e inglés
- 1975 99 Miles from L.A.
- 1976 My Spanish Album
- 1977 When I need you
- 1977 Mi álbum de recuerdos
- 1978 Albert Louis Hammond
- 1979 Al otro lado del sol
- 1981 Comprenderte
- 1981 Your world and my world
- 1982 Somewhere in America
- 1986 Hammond & West
- Songsmith
- 1990 Best of Me
- 1995 The Very Best, ed. Sony Music, Chile
- 1996 Coplas and songs
- 2005 Revolution of the Heart
- 2010 Legend
- 2012 Legend II[2]  - Fecha de publicación prevista, 13 de noviembre de 2012.
- 2013 Songbook 2013 – Live in Wilhelmshaven
- 2016 In Symphony

## Premios y distinciones
Premios Óscar
| Año  | Categoría      | Canción                       | Película  | Resultado |
| ---- | -------------- | ----------------------------- | --------- | --------- |
| 1988 | Mejor Película | «Nothing's Gonna Stop Us Now» | Mannequin | Nominado  |